# Baikalgroppen
Die Einteilung der Lebewesen in Systematiken ist kontinuierlicher Gegenstand der Forschung. So existieren neben- und nacheinander verschiedene systematische Klassifikationen. 
Das hier behandelte Taxon ist durch neue Forschungen obsolet geworden oder ist aus anderen Gründen nicht Teil der in der deutschsprachigen Wikipedia dargestellten Systematik.
Die Baikalgroppen (Cottocomephoridae Berg, 1907) sind eine nicht mehr allgemein anerkannte Familie kleiner Süßwasserfische, die im sibirischen Baikalsee, seinen Zuflüssen und einigen anderen sibirischen Flüssen (Angara, Irkut, Selenga) vorkommen.

## Merkmale
Baikalgroppen werden 14 bis 24 Zentimeter lang. Sie haben einen dicken, breiten Kopf mit einem großen Maul und einen sich nach hinten bis zur Schwanzflosse verjüngenden Körper. Die Brustflossen sind groß, die Bauchflossen stehen weit vorn unterhalb der Brustflossen. Der hartstrahlige und der längere, weichstrahlige Teil der Rückenflosse sind durch eine Einbuchtung deutlich voneinander getrennt. Baikalgroppen sind für gewöhnlich tarnend grau oder schwärzlich gefärbt. Bei in größeren Tiefen lebenden Arten dominieren rötliche, braune, bräunlich-gelbe bis blassgelbe Töne mit hellen Flecken auf der Körperoberseite. Auch die Augengröße ist von der Tiefe des Lebensraums abhängig. Tiefseearten besitzen große Augen und ein gut entwickeltes Seitenlinienorgan. Baikalgroppen ernähren sich vor allem von Flohkrebsen (Amphipoda), haben demersale (zu Boden sinkende Eier) und sind selbst eine wichtige Nahrung für größere Fische des Baikalsees und für die Baikalrobbe. Einige Baikalgroppen leben pelagisch. Allen Baikalgroppen fehlt die Postcleithra (ein Knochen im Schultergürtel).

## Systematik
Phylogenetisch stehen die Baikalgroppen, sowie die in tieferen Schichten des Baikalsees endemisch lebenden Tiefwassergroppen (Abyssocottidae) und Baikal-Ölfische (Comephoridae) innerhalb der Gattung Cottus aus der Familie der Groppen (Cottidae). Der amerikanische Ichthyologe Joseph S. Nelson führt die Familie in seinem Standardwerk zur Fischsystematik Fishes of the World deshalb nicht mehr auf und stellt Gattungen und Arten der Baikalgroppen zu den Groppen.

## Gattungen und Arten
Es werden neun Arten in vier Gattungen unterschieden:
- Gattung Batrachocottus
  - Batrachocottus baicalensis  (Dybowski, 1874)
  - Batrachocottus multiradiatus  Berg, 1907
  - Batrachocottus nikolskii  (Berg, 1900)
  - Batrachocottus talievi  Sideleva, 1999
- Gattung Cottocomephorus
  - Cottocomephorus alexandrae  Taliev, 1935
  - Cottocomephorus grewingkii  (Dybowski, 1874)
  - Cottocomephorus inermis  (Yakovlev, 1890)
- Gattung Leocottus
  - Leocottus kesslerii  (Dybowski, 1874)
- Gattung Paracottus
  - Paracottus knerii  (Dybowski, 1874)